# 지방도 제845호선
지방도 제845호선은 전라남도 보성군 회천면 영천리에서 복내면 봉천리를 잇는 전라남도의 지방도이다. 전 구간이 보성군에 속해있다.
1985년부터 노선명이 계속 '회천 ~ 복내선'이었다.

## 연혁
- 1985년 12월 23일 : 기점을 '보성군 회천면 율포리', 종점을 '보성군 복내면 복내리'로 명시하고 도로개량이 완료된 보성군 득량면 오봉리 ~ 송곡리 2.1km 구간 도로예정지 해제[1]
- 1988년 2월 10일 : 1988년 9월까지 보성군 득량면 송곡리 ~ 겸백면 남양리 6.36km 구간 확포장공사 계획을 공고[2]
- 1989년 1월 6일 : 보성군 회천면 동율리 833m 구간 도로예정지 해제[3]
- 1989년 5월 13일 : 1989년 12월까지 보성군 득량면 오봉리 ~ 정흥리 및 보성군 겸백면 남양리 ~ 율어면 문양리 총 11.58km 구간 확포장공사 계획을 공고[4]
- 1990년 4월 16일 : 1991년 4월까지 득량 ~ 율어간 도로(보성군 득량면 겸백리 ~ 문양리) 960m 구간과 1992년 2월까지 득량 ~ 회천간 도로(보성군 회천면 동율리 ~ 원포리) 6.066km 구간, 1991년 1월까지 득량 도로(보성군 득량면 송곡리 ~ 오봉리) 1.934km 구간 확포장공사 계획을 공고[5]
- 1991년 1월 10일 : 보성면 득량면 겸백리 ~ 율어면 문양리 960m 구간과 보성군 회천면 동율리 ~ 율로포 2.066km 구간, 보성군 득량면 정흥리 ~ 회천면 원포리 4.0km 구간, 보성군 득량면 송곡리 ~ 오봉리 1.934km 구간 도로예정지 해제[6]
- 1991년 4월 12일 : 1994년 4월까지 율포 ~ 화죽간 도로(보성군 회천면 천포리 ~ 동율리) 6.908km 구간 확포장공사 계획을 공고[7]
- 1992년 1월 27일 : 보성군 회천면 천포리 ~ 동율리 6.908km 구간 도로예정지 해제[8]
- 1995년 12월 8일 : 기존 지방도 노선을 폐지하고 새로 지정[9]
- 1996년 2월 21일 : 1996년 12월까지 율변교(보성군 율어면 율변리) 개축공사를 위해 420m 구간 도로구역 변경[10]
- 2001년 4월 27일 : 2002년 2월까지 득량 굴곡도로(보성군 득량면 마천리 ~ 오봉리) 개량공사를 위해 800m 구간 도로구역 변경[11]
- 2003년 3월 27일 : 기존 지방도 노선을 폐지하고 새로 지정.[12]
- 2008년 4월 18일 : 2009년 12월까지 마천교(보성군 득량면 마천리) 가설공사를 위해 250m 구간 도로구역 변경[13]
- 2010년 7월 13일 : 2010년 12월까지 보성 군농지구(보성군 회천면 군농리) 개량공사를 위해 600m 구간 도로구역 변경[14]
- 2011년 4월 27일 : 2012년 2월까지 보성 마천지구(보성군 득량면 마천리) 개량공사를 위해 639m 구간 도로구역 변경[15]
- 2011년 7월 13일 : 보성 군농지구 개량공사 기간을 2012년 7월까지로 연기[16]
- 2015년 4월 30일 : 2015년 10월까지 보성 득량지구(보성군 득량면 삼정리) 개량공사를 위해 360m 구간 도로구역 변경[17]

## 주요 경유지
- 보성군
  - 회천면 밤고개삼거리 - 동율리 - 보성회천중학교 - 회천초등학교 - 율포해수욕장삼거리 - 보성다비치콘도 - 군농리 - 화죽리
  - 득량면 정흥리 - 마천리 - 오봉리 - 군두사거리 - 삼정리
  - 겸백면 수남리 - 사곡삼거리 - 겸백면남양리교차로 - 겸백면 행정복지센터 - 겸백삼거리 - 석호리
  - 율어면 금천교차로 - 율어면율어리교차로 - 율변교 - 율어교
  - 복내면 용전리 - 복내사거리 - 복내중학교 - 봉천리

## 중첩 구간
- 보성군 율어면 율어리삼거리 ~ 율어교 : 지방도 제895호선과 중첩
- 보성군 복내면 복내사거리 ~ 봉천리 : 국도 제18호선과 중첩